# Ausbildungszentrum Abbildende Aufklärung der Luftwaffe
Das Ausbildungszentrum Abbildende Aufklärung der Luftwaffe (AZAALw) ist eine Ausbildungseinrichtung der Luftwaffe der Bundeswehr für die abbildende Aufklärung, die seit dem 1. April 2024 der Gruppe Abbildende Aufklärung (GrpAbbAufkl) im Taktischen Luftwaffengeschwader 51 „Immelmann“ am Standort Kropp unterstellt ist. Seit dem 1. November 2007 ist sie eine eigene militärische Dienststelle.

## Aufgaben
Das Ausbildungszentrum ist die zentrale Ausbildungseinrichtung für den Bereich der abbildenden Aufklärung der Bundeswehr. Daneben wird in den Bereichen Bildbearbeitung und Fotografie ausgebildet. Am Ausbildungszentrum werden Angehörige von Heer (z. B. Aufklärende Artillerie), Luftwaffe, Marine und dem Organisationsbereich Cyber- und Informationsraum ausgebildet. Zusätzlich werden ressortübergreifende Lehrgänge angeboten und es finden enge Kooperationen mit NATO-Partnern, österreichischen und schweizerischen Streitkräften und Armeen anderer Nationen wie Indien statt.

## Ausbildung

### Bildauswerter
Bildauswerter interpretieren die Luft-, Satelliten- und Bewegtbilder sämtlicher luft- und raumgestützter Aufklärungsträger. Dabei werden alle Sensortypen in diesem Bereich der Aufklärung betrachtet. Dazu gehören optische und elektrooptische, Infrarot- und Radarsensoren. Die können sich auf den verschiedenen Aufklärungsträgern befinden: Kleinstdrohnen wie Mikado, Luna, Kleinfluggerät Zielortung (KZO), Aufklärungsdrohne Heron, Aufklärungstornados, SAR-Lupe und zukünftig SARah.
In der kompetenzorientierten Ausbildung werden angehende NATO-zertifizierte Luft- und Satellitenbildauswerter in 19 Kategorien unterrichtet. Diese sind zu Themenblöcken, welche in einzelne Lehrgänge zergliedert sind, zusammengefasst. Vorgeschaltet ist ein Basislehrgang, in dem die Lehrgangsteilnehmer die Grundlagen wie beispielsweise Sensorplattformen, Vor- und Nachteile von Senkrecht- und Geneigtbildern aber auch das Zusammenspiel mit anderen Aufklärungsträgern und im Verbund mit dem Militärischen Nachrichtenwesen, vermittelt bekommen. Die Ausbildung ist komplett digital, gestützt auf eine moderne IT-Lerninfrastruktur. Die Zeiten des Nassfilms sind vorbei. Sämtliche Luft- und Satellitenbilder sind digital, die Auswerteergebnisse werden in Produkten, welche auch im Einsatz eingesetzt werden könnten, abgegeben.

### Fotografen
Der Fachbereich Bilddatenbearbeitung bildet angehende Fotounteroffiziere und Fotofeldwebel in Laufbahnlehrgängen aus. Ergänzende Lehrgänge befassen sich mit der militärischen Einsatzfotografie und Bildbearbeitung. Der Schwerpunkt liegt beim Umgang mit schlechten Witterungsbedingungen bzw. schlechten Lichtverhältnissen wie in der Dämmerung oder Dunkelheit sowie von bewegten Plattformen oder bewegten Objekten. Dabei ist eine Verwendung im Bereich der Öffentlichkeitsarbeit nicht zwingend notwendig. Für die Beweisführung und Dokumentation von Vorfällen aller Art im In- und Ausland sind häufig aussagekräftige Bilder von hoher Bedeutung. Daher sind die Lehrgänge „Fotografische Einsatzdokumentation Modul I u. II“ für Teilnehmer aus infanteristischen Verwendungen, Spezialeinheiten oder aus dem Bereich Feldjäger zugeschnitten. Auf den Laufbahnlehrgängen „Fotografie Modul I u. II“ werden neben den theoretischen Kenntnissen auch Bildbearbeitung, Layouttechnik und das Arbeiten im Studio ausgebildet. Die Teilnehmer lernen verschiedene Aufnahmeformate und hochwertige Kameratypen kennen und sicher zu handhaben.

### OSZE
Im Jahr 2017 führte das Ausbildungszentrum den ersten Lehrgang für Mitarbeiter der Organisation für Sicherheit und Zusammenarbeit in Europa (OSZE) durch, die den Waffenstillstand in der Ost-Ukraine überwachen. Der Pilot-Lehrgang wurde nur mit deutschen Lehrgangsteilnehmern besetzt. Die Erfahrungen und Ergebnisse aus diesem wurden bei einem weiteren Lehrgang im Jahr 2018 verfeinert. Im Januar 2019 fand der erste Lehrgang mit rein internationaler Beteiligung in englischer Sprache statt. Die Teilnehmer kamen aus Finnland, Bosnien und Herzegowina, der Republik Moldau, Montenegro, den Niederlanden, dem Vereinigten Königreich und den Vereinigten Staaten von Amerika. In diesem speziell für die OSZE-Lehrgangsteilnehmer gestalteten Lehrgängen wurde nicht nur die Basis der Luftbildauswertung gelehrt. Vielmehr ging es um die Fahrzeugerkennung aus der Luft. Daher wurde dies in enger Verbindung zur Heerestaktik unterrichtet. Dies sollte den Lehrgangsteilnehmern ermöglichen, ihren Blick zu weiten und eine mögliche taktische Aufstellung nicht eines, sondern mehrerer Gefechtsfahrzeuge in einem größeren Verbund zu erkennen. Das Manövrieren von Drohnen und der Umgang mit einer Auswertesoftware für Bewegtbilder wurden ebenfalls gelehrt. Ergänzend wurde auf die Auswertung von Industrieanlagen eingegangen. Ein weiteres Thema war die Auswertung von Multi- und Hyperspektralbildern.

## Geschichte
Das heutige Ausbildungszentrum ging aus der Luftbildlehrstaffel der Waffenschule der Luftwaffe 50 hervor. Aus dieser wurde am 1. Oktober 1978 das Jagdbombergeschwader 49 gebildet. Dort war die Staffel Teil der Lufttaktischen Lehr- und Versuchsgruppe. Nach Auflösung des Geschwaders zum 31. März 1994 wurde die Staffel der II. Lehrgruppe der Offizierschule der Luftwaffe unterstellt. Den heutigen Namen erhielt das Ausbildungszentrum am 1. Oktober 2002. Von 1969 bis 2024 war es auf dem Fliegerhorst Fürstenfeldbruck stationiert, ehe es nach Kropp in Schleswig-Holstein verlegt und dem Taktischen Luftwaffengeschwader 51 „Immelmann“ unterstellt wurde.

## Lehrsammlung Luftaufklärung
Neben der Schulungseinrichtung verfügt das Ausbildungszentrum über eine „Lehrsammlung Luftaufklärung“. Sie ist eine permanente und einmalige Ausstellung von Exponaten zu den Themenbereichen Militärische Luftbildauswertung, Geschichte der Luftaufklärung und Luftbildkameras sowie abbildende Luftaufklärungssysteme, die dazu dient, den nationalen und internationalen Lehrgangsteilnehmern einen Einblick in die historische Entwicklung des Luftbildwesens zu geben.